# ラフコンセンサス
ラフコンセンサス（英語: Rough consensus）は合意形成の文脈で、検討中の特定の問題に関する「集団の感覚」を示す言葉である。これは、議長によって決定される、ある集団内の「支配的な見解」であるとして定義されてきた。この用語はInternet Engineering Task Force（IETF）が、作業部会（working group, WG）での合意形成の手続を記述する目的で初めて用いた。ラフコンセンサスは、例えばクエーカー方式のコンセンサスのような他の合意モデルとも調和するものである。
IETFによって記述されたラフコンセンサスの確立方法（1998年）は以下の通りである――
作業部会は「ラフコンセンサス」の過程を通じて意思決定を行う。IETFにおける合意では全ての参加者が同意することは（勿論それが望ましいが）必要としない。一般に、作業部会での支配的な見解が優先される。（しかしながら、「支配的」というのは数や粘り強さに基づくのではなく、より一般的な意味での同意に基づいて決定れる。）コンセンサスは挙手、ハミング、その他の作業部会によって（勿論、ラフコンセンサスによって）同意された方法によって決定されうる。作業部会の51%は「ラフコンセンサス」には不十分であるし、99%はラフコンセンサスよりも良いコンセンサスであることに留意。ラフコンセンサスに至ったかを決定するのは議長次第である（IETF Working Group Guidelines and Procedures）。
このフレーズはしばしば「ラフコンセンサスと動くコード」という格言へと拡張され、IETFが実践的で、すぐに実装できる機能するシステムに興味があるのだと明確にするのに用いられる。動くコードがラフコンセンサスへと導くのか、それともその逆であるのかには議論がある。